# 汪瑞曾
汪瑞曾，安徽盱眙（今江苏盱眙）人，是一名清朝政治人物。举人出身。
汪瑞曾曾于1895年接替李前伴任青浦县知县一职，1901年由沈唐接任。